# Pyramiden Museum
Pyramiden Museum är ett litet museum, som är inrymt i det 2013 återöppnade Tulip Hotel i den tidigare gruvorten Pyramiden vid Isfjorden i Svalbard. Museet visar historiska föremål och biologiska objekt, till exempel uppstoppade arktiska djur, geologiska prover från omgivningen samt ett fåtal arkeologiska artefakter från pomortiden. Det informerar också om ortens kolindustri. 
Pyramiden och dess kolindustri grundades av svenskar 1910. Orten och gruvan köptes av Sovietunionen 1927.
Pyramiden övergavs 1998. Det ägs fortfarande av det statliga ryska gruvföretaget Trust Arktikugol. Pyramiden var länge en spökstad med endast tillfällig mänsklig närvaro. Flertalet byggnader lämnades som de var, men efter ett förfall under ett decennium började Arktikugol renovera det tidigare Tulip Hotel. Infrastrukturen har därefter rustats upp, så att det finns utrymme för en begränsad besöksnäring. 